# РПК-16
РПК-16 (рос. Ручной пулемёт Калашникова образца 2016 года, укр. Ручний кулемет Калашнікова зразка 2016 року) — російський ручний кулемет калібру 5,45 × 39 мм. Є ініціативною розробкою концерну Калашников. Цей кулемет відпрацьовується як потенційна заміна ручного кулемета Калашникова РПК-74, як у звичайних військах, так і в підрозділах спеціального призначення. Зброю запроєктовано на базі рішень, отриманих в ході дослідно-конструкторських робіт над автоматом АК-12 і ручним кулеметом РПК-400. За заявою експерта концерну «Калашников» Сергія Радкевича, кулемет увібрав в себе досвід сучасних збройних конфліктів.
РПК-16 був вперше представлений на форумі «Армія-2017».
Позначення РПК-16 розшифровується як Ручний кулемет Калашникова зразка 2016 року.

## Опис
За завданням замовника, РПК-16 розроблявся як вітчизняний аналог зарубіжних кулеметів калібру 5,56 × 45 мм M249 і FN Minimi, які поєднують в собі високу вогневу міць при достатній мобільності, мають можливість швидкої зміни цівки та використовують для стрільби як металеву стрічку, так і коробчаті магазини (стандарт НАТО до штурмових гвинтівок). Однак, розробники РПК-16 відмовилися від подвійного живлення, залишивши можливість використовувати сумісні з АК-74 / РПК-74 магазини. Також нині для нього розробляється спеціальний барабанний магазин на 96 набоїв.
РПК-16 має компонування, аналогічне АК-12, але з поліпшеною ергономікою. Вага кулемета близько 4,5 кг. Також кулемет зберіг класичну газовідвідну конструкцію Калашникова з довгим ходом толока, що забезпечує високу надійність. Володіючи низьким коефіцієнтом віддачі, РПК-16 має високу купчастість стрільби та помітно перевершує по вогневій потужності РПК-74. Його скорострільність становить до 700 пострілів у хвилину. Стрільба ведеться одиничними пострілами, або чергами з закритого замка.

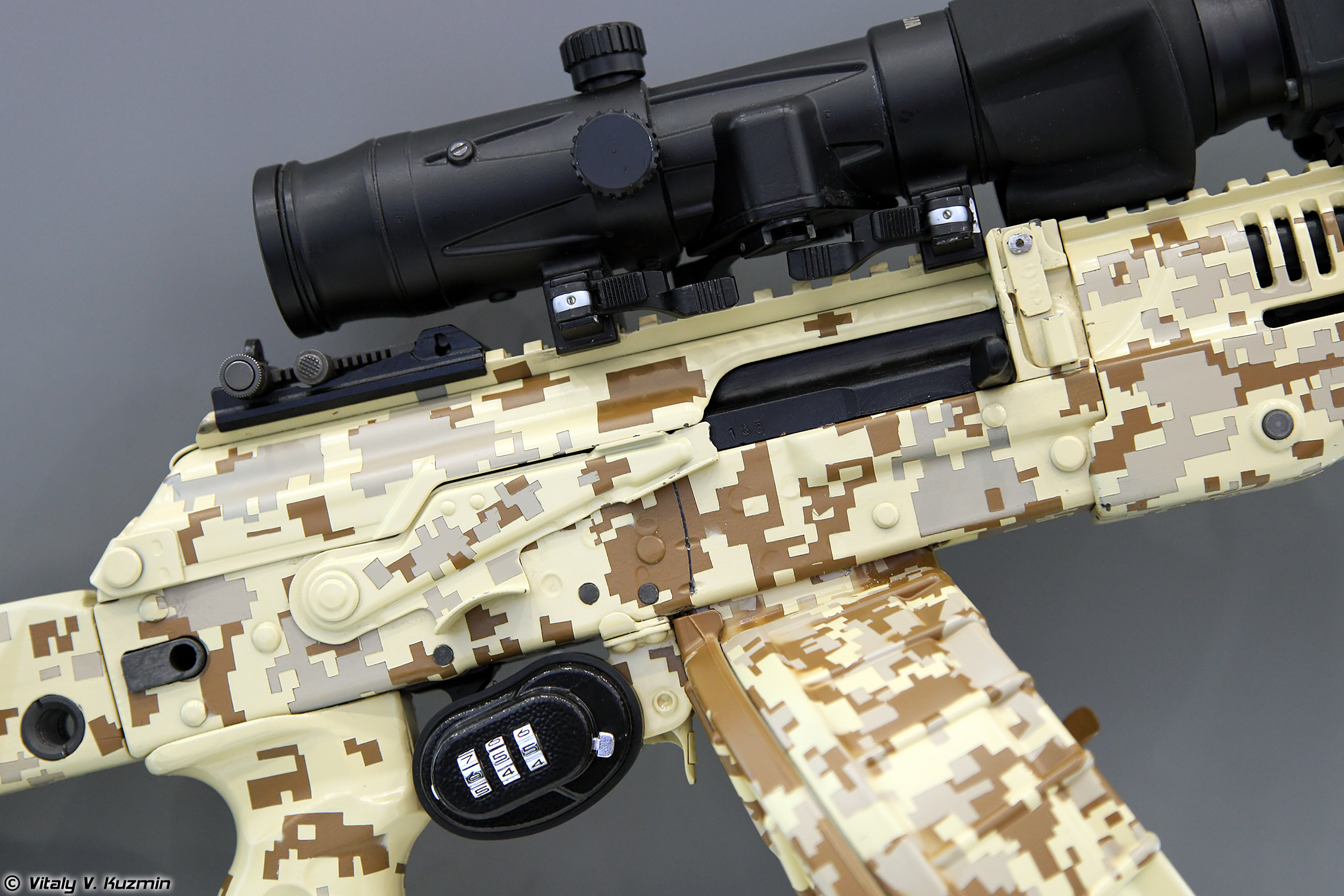

Знімна кришка цівкової скриньки має нову конструкцію і виробляється зі сталевого листа товщиною 1,5 мм, на відміну від автоматів АК-100-ї серії, у яких товщина становить 1 мм. Через те, що передня вкладка цівкової скриньки масивніша, ніж стандартний в АК, то з боків над вікном для магазина є опуклі поздовжні ребра жорсткості. дулове гальмо має конструкцію, аналогічну АК-400.
Змінна цівка дає можливість використовувати РПК-16 в різних тактичних завданнях: кулемет з довгою цівкою використовується для ведення загальновійськового бою в будь-яких умовах як групова зброя підтримки та ураження, а з коротким може використовуватися як індивідуальний «штурмовий автомат» для проведення спецоперацій, зокрема в умовах міста — в такій комплектації РПК-16 важить приблизно на кілограм більше, ніж автомат АК-12. Стрілець самостійно може зробити заміну цівки, яка займає кілька хвилин, і обходиться без застосування спеціальних знарядь. Фіксація цівки в цівковій скриньці здійснюється поперечним клином. Для проведення спеціальних операцій кулемет може комплектуватися хуткознімним глушником. Приклад кулемета складаний, чотирьохпозиційний телескопічний, складається вліво. Діапазон регулювань дозволяє налаштувати його під стрільця з будь-якою біометрією.
Завдяки напрямним планкам типу Пікатінні на цівку зверху і знизу на зброю може швидко встановлюватися будь-яке необхідне додаткове обладнання, в тому числі будь-які сучасні прицільні комплекси. Поєднання оптичного прицілу перемикної кратності 1П86-1 і важкої цівки дозволяє використовувати РПК-16 для ураження цілі на відстанях до 500 метрів одиничними пострілами із закритого замка. Також передбачена можливість установлення додаткових знімних планок Пікатинні на цівку зліва і справа.
Кулемет може комплектуватися складаною двоногою сошкою.

## Технічні характеристики
- Калібр: 5,45 × 39
- Вага: 4,0 кг (з короткою цівкою, без магазина, сошок і прицілу)
- Довжина зброї:
  - з короткою цівкою: 896 мм (651 зі складеним прикладом)
  - з довгою цівкою: 1076 мм (831 зі складеним прикладом)
- Довжина цівки:
  - коротка цівка: 370 мм
  - довга цівка: 550 мм
- Темп стрільби: ~ 700 пострілів у хвилину

## Випробування
На початку січня 2018 року було оголошено, що дослідна партія кулеметів буде передана незабаром Міністерству оборони для дослідно-військових випробувань.
У лютому 2019 роки для дослідної експлуатації обмежені партії кулемета РПК-16 почали надходити в армію Росії, зокрема в Московське вище загальновійськове командне училище.
За підсумками військово-дослідної експлуатації кулемета РПК-16 (РПК зразка 2016 року) було виявлено низку недоліків, зокрема, що він не дозволяє реалізувати деякі нові рішення, які важливі для військових. На заміну був створений ручний кулемет РПЛ-20 (рос. ручной пулемёт ленточный образца 2020 года).

## Користувачі
У лютому 2018 року гендиректор концерну «Калашников» Олексій Криворучко оголосив, що МО РФ підписало контракт на серійні постачання кулемета РПК-16.